# Schloss Droyßig

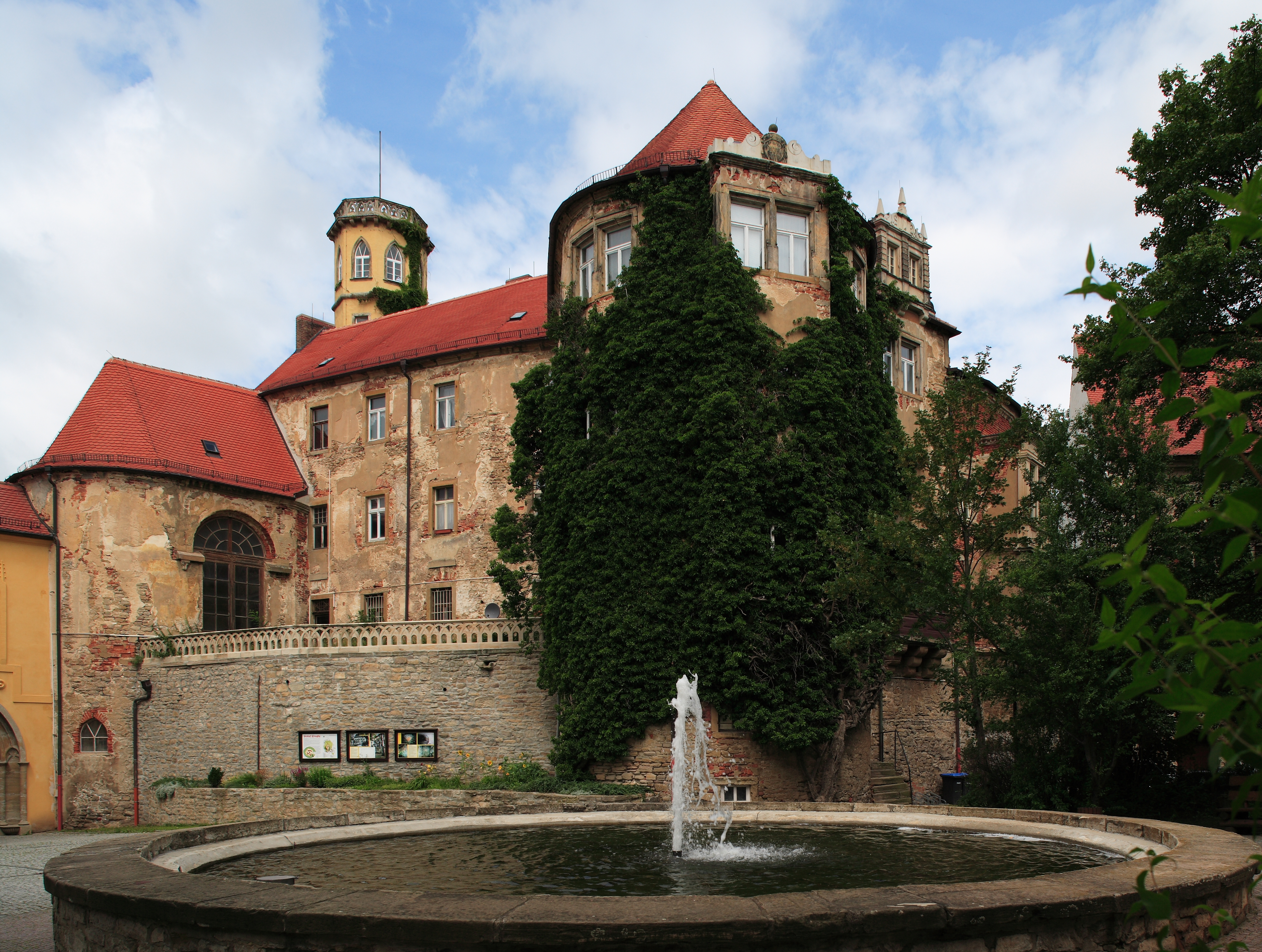
Schloss Droyßig in der Frontalansicht

Das Schloss Droyßig befindet sich im Zentrum der Gemeinde Droyßig im Burgenlandkreis, Sachsen-Anhalt, Deutschland.

## Geschichte

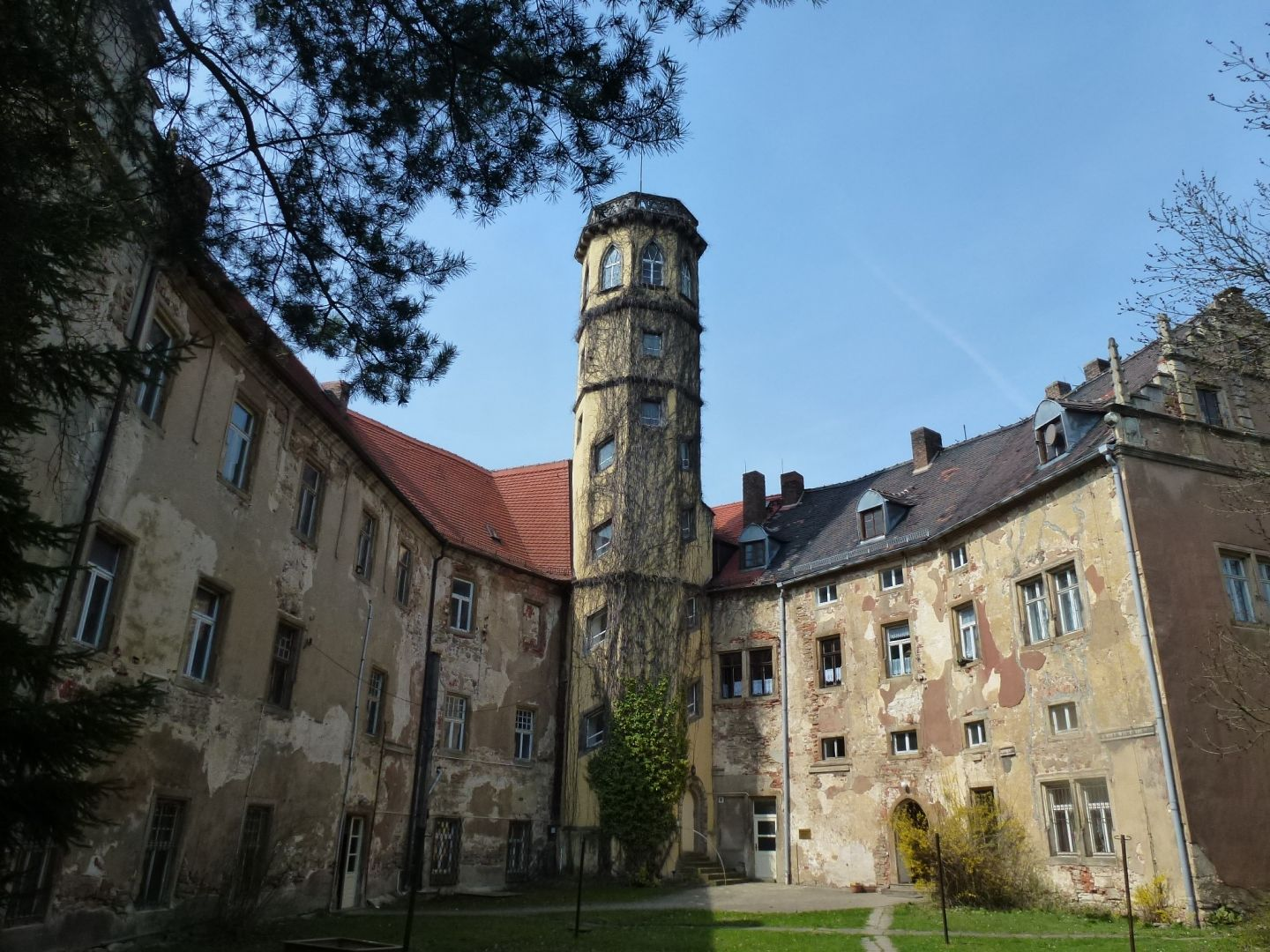
Schlosshof

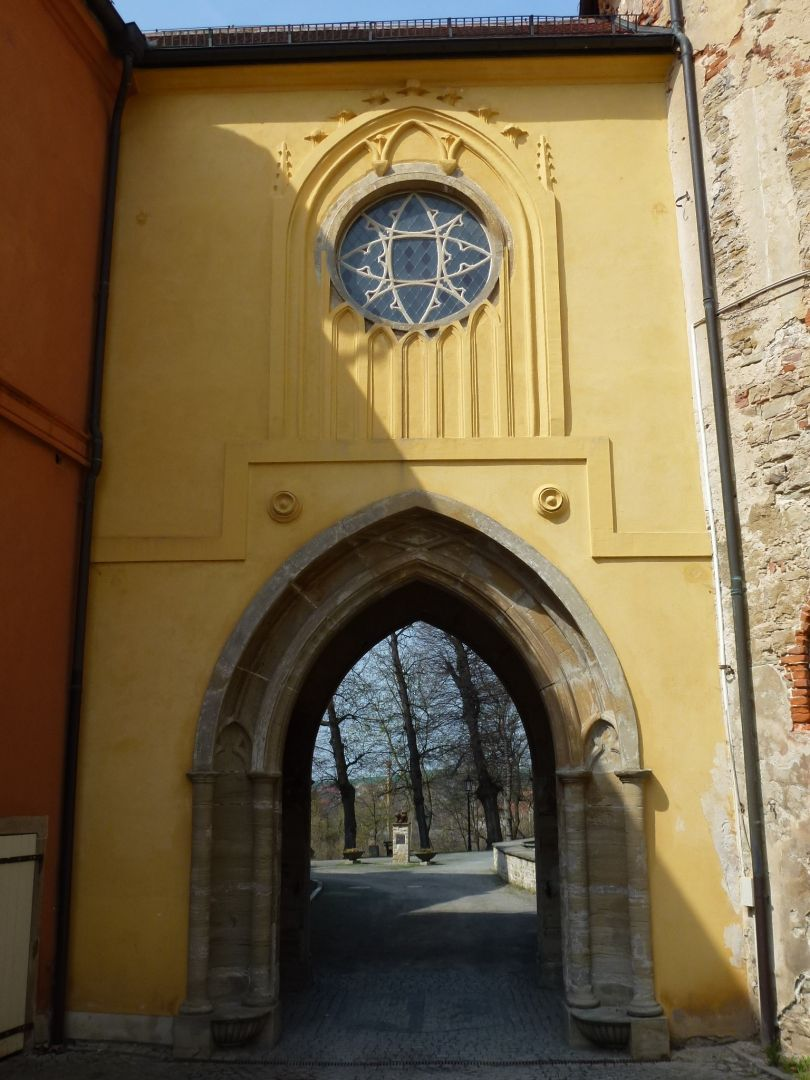
Schlosstor

Das Schloss Droyßig hat seinen Ursprung in einer mittelalterlichen Burganlage, welche Anfang des 13. Jahrhunderts zur Sicherung eines wichtigen Straßenkreuzungspunktes erbaut wurde. Bauherr war Albert von Turt, der ab 1190 den Namen Albrecht von Droyßig führte. Im Jahre 1214 gründete er hier eine Niederlassung (Komturei, später Propstei) der Chorherren vom Heiligen Grab (und nicht, wie gelegentlich fälschlich dargestellt, des Templerordens). Ein Zweigsitz des Ordens befand sich in Utenbach westlich der Saale. Die Grafen von Orlamünde hatten dann von 1344 bis zu ihrem Erlöschen 1413 ihren Sitz im Schloss. Von 1413 bis 1622 war Droyßig als landgräfliches Lehen im Besitz der Herren von Bünau, danach kam es an die von Hoym. Auch der Johanniterorden hatte ab etwa 1489 eine Komturei in Droyßig.
Die ursprüngliche Anlage ist in Deutschland einzigartig: Umgeben von einem Burggraben erhob sich ein kreisförmiger doppelter Mauerring, aus dem in gleichmäßigen Abständen sechs hohe, schmale und langgezogene Halbrundtürme weit nach außen vorsprangen, während im Zentrum der Anlage ein runder Bergfried hervorragte, der einen weiten Ausblick gewährte. Auf der Website der Gemeinde ist ein Modell zu sehen. Der Bau ist nach dem Vorbild orientalischer Kreuzfahrerburgen errichtet worden. Den Zugang zur Burg bildete eine Zugbrücke, die von Osten her zwischen zwei Türmen in den Hof führte.
Mit der Erfindung und Entwicklung der Feuerwaffen verlor die Burg nach und nach ihre Bedeutung als Verteidigungsbauwerk und der Adel strebte nach repräsentativen Wohnsitzen. Der grundlegende Umbau zum Renaissanceschloss geschah unter Christian Julius von Hoym Anfang des 17. Jahrhunderts. Da er die neuen Gebäude auf die mächtigen Außenmauern der Burg aufsetzen ließ, ist die ursprüngliche Anlage heute noch gut zu erkennen. Der zentrale Rundturm wurde abgetragen. 1622 wurde in den Burggraben hinein die repräsentative Schlosskirche errichtet.
Über Louise Gräfin von Hoym (* 1772), verheiratete Fürstin Reuß-Ebersdorf, kam der Besitz 1791 an das Haus Reuß. 1839 erwarb Fürst Otto Victor I. von Schönburg den Besitz, der ihn seinem jüngeren Sohn Prinz Hugo (1822–1897) vererbte. Ihm folgte dessen Sohn Heinrich (1863–1945); seiner Witwe, Prinzessin Adelheid von Schönburg-Waldenburg, einer geborenen Prinzessin zur Lippe-Biesterfeld (1884–1963), wurden 1945 Schoss und Gut durch die Bodenreform enteignet.

## Schlosskirche

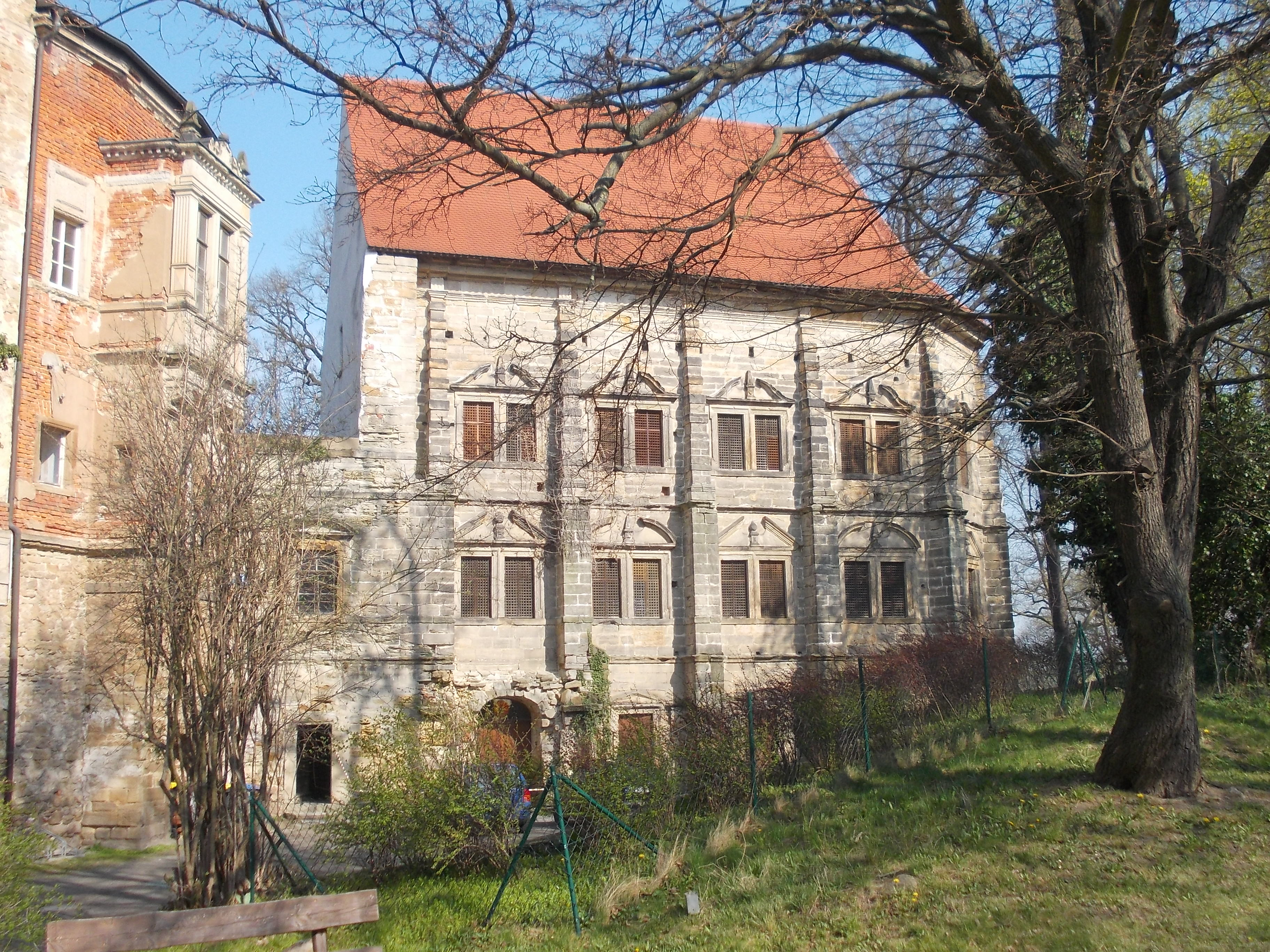
Schlosskirche

Ein Bauwerk von überregionalem Rang ist die Schlosskirche. Sie wurde 1622 nach Abbruch eines Teiles der ehemaligen Befestigungsanlage über dem einstigen Burggraben errichtet, aber im Innenausbau nicht fertiggestellt.
Der einfache Baukörper verrät im Äußeren nicht den Bauzweck. Die drei Fenstergeschosse folgen vielmehr dem Fassadenschema von Renaissancepalästen. Plastische Formen, geschwungene und gesprengte Fenstergiebel künden den nahen Barock an. Die Steinmetzarbeiten der Wandgliederung und Empore sind von hoher Qualität. Die Kirche repräsentiert unverfälscht den norddeutsch-niederländischen Manierismus.
Unter dem Kirchenschiff befindet sich die imposante Gruft mit ihren Korbbogengewölben.

## Bärenzwinger

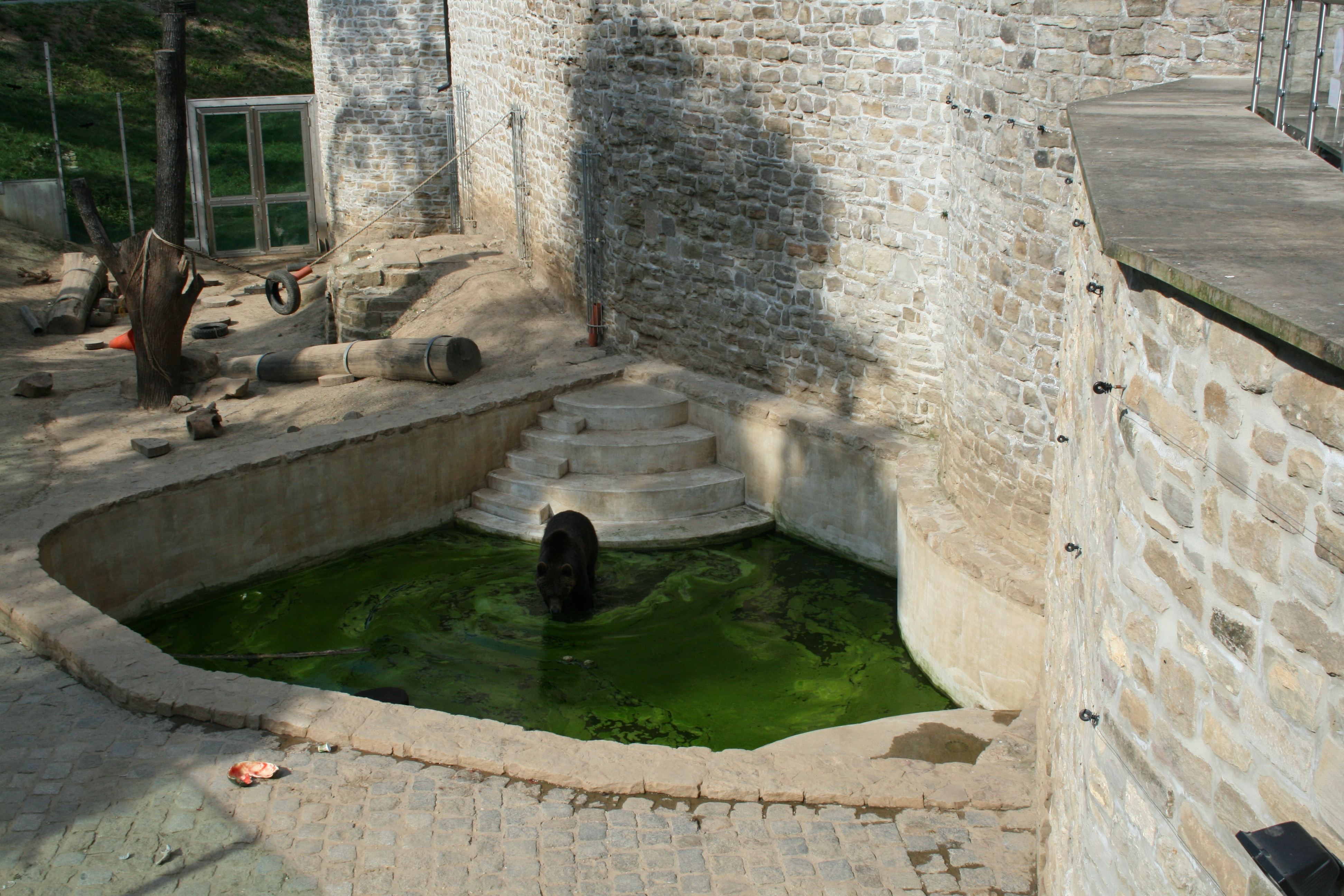
Bärenzwinger

1852 ließ Prinz Hugo zu Schönburg-Waldenburg einen Bärenzwinger im Schlossgraben anlegen. Der Nachwuchs des dort lebenden Bärenpaares wurde um die Jahrhundertwende auf diverse Zoos in Europa verteilt. Bis zum Zweiten Weltkrieg diente der Zwinger als beliebtes Ausflugsziel für Einheimische wie Touristen. Vom Beginn des Krieges bis 1955 waren keine Bären im Zwinger beheimatet. Erst 1955 zog erneut ein Bärenpaar ein.
1999 starb der letzte Nachfahre dieses Bärenpaares. Da der Zwinger nicht mehr den Tierschutzanforderungen entsprach, konnten vorerst keine neuen Bären einziehen. Durch einen 1999 gegründeten Verein wurde die Sanierung und der Neubau des Zwingers in den Jahren 1999 bis 2003 geplant und umgesetzt. 2003 konnte der neue Zwinger, der nun einen Großteil des Schlossgrabens einnahm und mit Glaswänden umzäunt wurde, eingeweiht. Noch im selben Jahr wurden die Bären Toni und Aiko im neuen Zwinger beheimatet, der nun auf 470 m² Fläche ein Badebecken, Naturboden, mehrere Schlafhöhlen sowie Spiel- und Bewegungsmöglichkeiten bietet.

## Heutige Nutzung

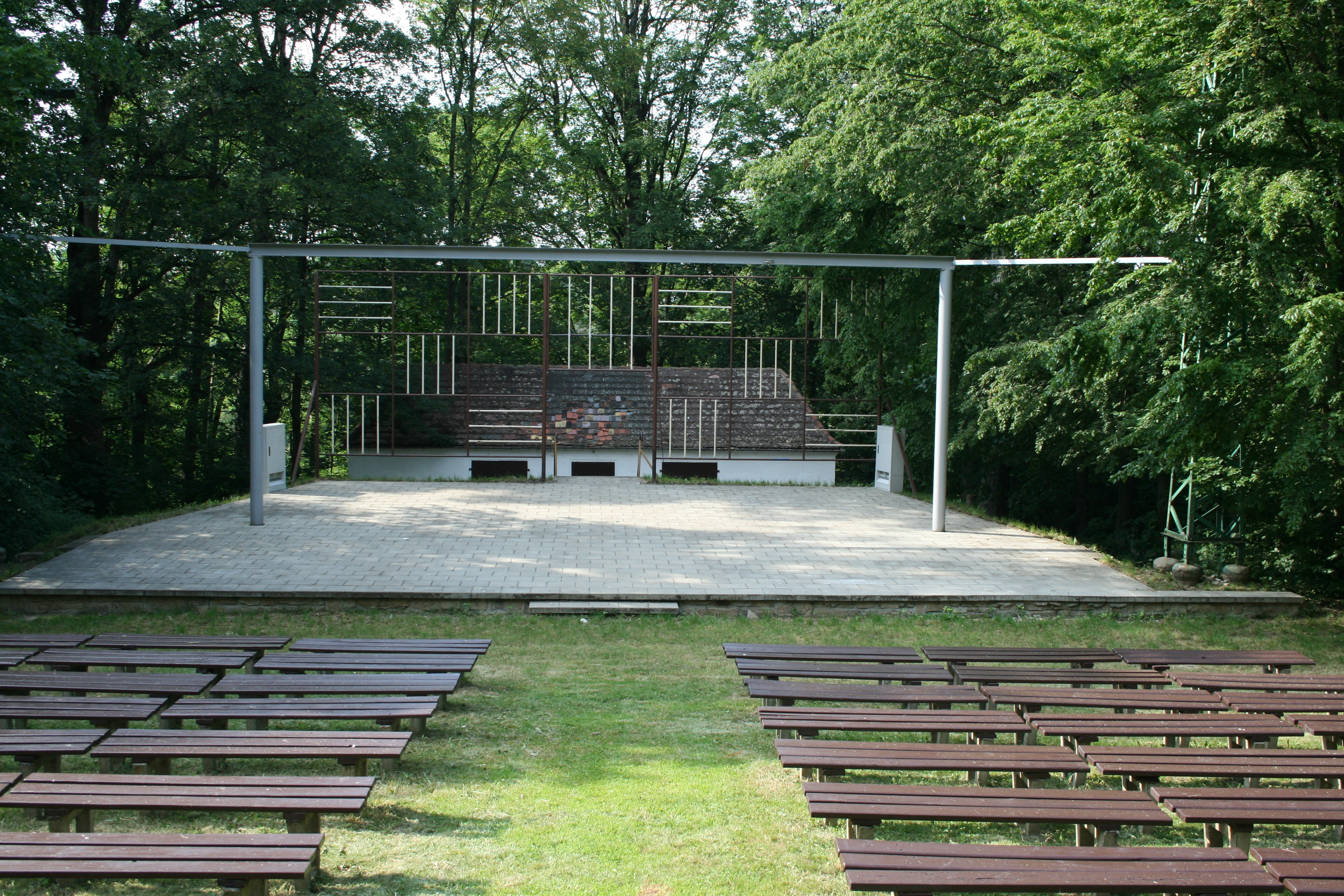
Waldbühne

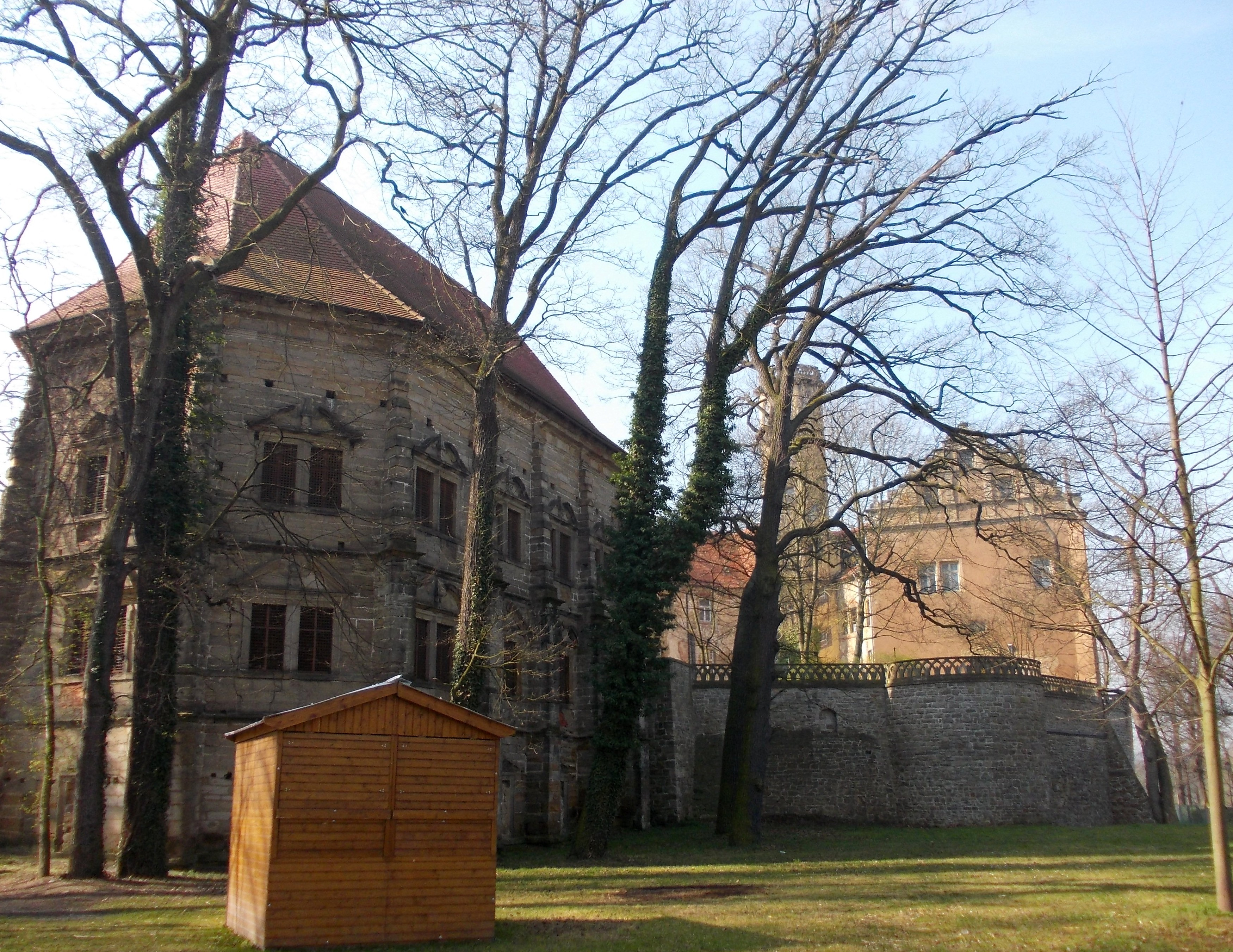
Schlosskirche, Graben und Mauer

Bis 1989 befand sich das Zentralinstitut der Pionierorganisation Ernst Thälmann (ZIPO) in den benachbarten Droyßiger Anstalten, den heutigen CJD Christophorusschulen. Die Studierenden nutzten ein Kellergewölbe des Schlosses als Club. Bereits seit 1978 befindet sich hier auch ein Trauzimmer des Standesamtes; viele Räume im Schloss selbst wurden durch private Wohneinheiten genutzt, im Kavaliershaus des Schlosses befinden sich heute die Gemeindebibliothek von Droyßig sowie eine Gastronomie für deutsch-spanische Küche. In den Kellern des Schlosses wird Wein gekeltert. Im Schlosspark finden jährlich Veranstaltungen der Gemeinde sowie Konzerte und historische Märkte statt. Im Schlosspark findet sich eine Waldbühne. In der Schlosskirche werden regelmäßig Konzert-, Kabarett- und Theaterveranstaltungen durchgeführt.